# Спалахуючі зорі

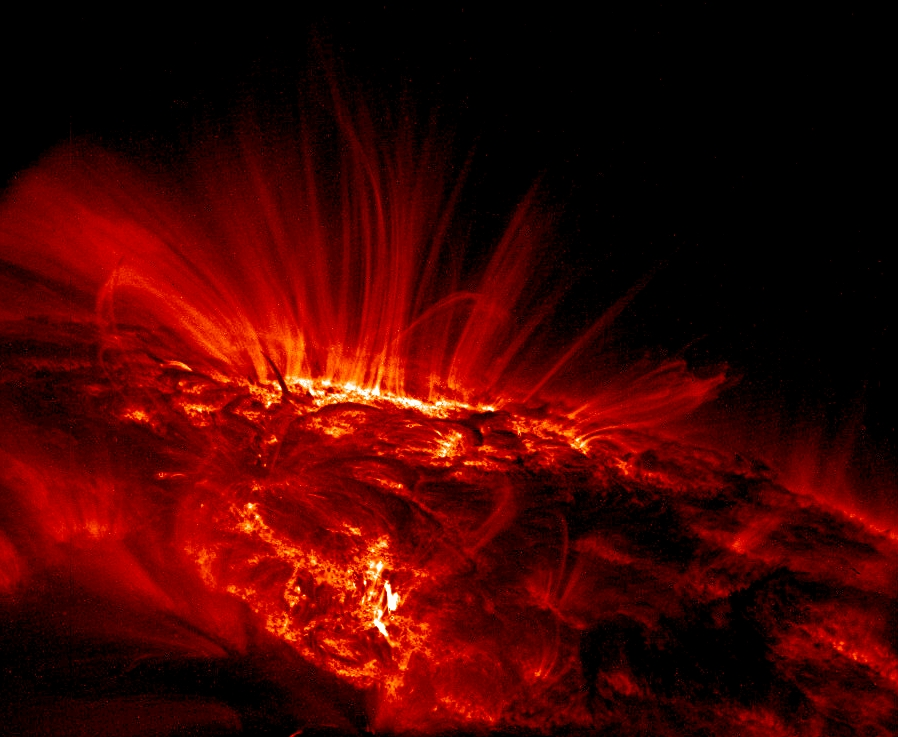
Петлі навколо сонячних плям в ультрафіолеті, що демонструють потужні конвективні рухи в атмосфері Сонця. Спалахи зір типу UV Кита мають таку саму природу.

Спалахуючі зорі або Зорі типу UV Кита — змінні зорі головної послідовності пізніх спектральних класів K та M (червоні карлики малої маси), які зазнають короткочасного посилення блиску (спалахів) з амплітудою 0,3—6m (у видимих променях). Світність збільшується в усьому діапазоні від радіохвиль до рентгенівського випромінювання, в ультрафіолетовому випромінюванні амплітуда спалахів більша. Назва типу походить від позначення зорі UV Кита, відомої також як Лейтен 726-8 B.
Вважається, що спалахи спалахуючих зір мають ту ж природу, що й сонячні, оскільки вони відбуваються за рахунок електромагнітної енергії, накопиченої в атмосфері зорі, але спалахи на Сонці набагато слабші не лише за відносною величиною (адже Сонце набагато яскравіше червоних карликів), а й за абсолютною (тобто, за кількістю вивільненої під час спалаху енергії).
Спалахи можуть тривати від кількох хвилин до кількох годин, середній інтервал між ними — від однієї години до десятків діб. Закономірностей у розподілі спалахів за часом не виявлено. Початок спалаху відбувається набагато швидше, ніж згасання: зоря може збільшити свій блиск удвічі за кілька секунд. Під час спалаху різко змінюється спектр зорі: у синій та ультрафіолетовій ділянках з'являється неперервний спектр випромінювання.
Зорі типу UV Кита являють собою найчисленніший клас змінних зір, але через тьмяність їх важко помітити з великої відстані, тому відомо їх не дуже багато — усі відомі спалахуючі зорі розташовані в межах 60 світлових років. До цього класу належить більшість найближчих до Сонця зір, зокрема Проксима Центавра, DX Рака, Вольф 359.
Уперше про спалахову активність серед пізніх зір повідомив Адріан ван Маанен у 1945 році, спостерігаючи зорі WX Великої Ведмедиці та YZ Малого Пса. Однак найвідомішою спалаховою зорею є UV Кита (Лейтен 726-8), яку вперше спостерігали у 1948 році. Нині в каталогах змінних зір, як-от Загальному каталозі змінних зір подібні спалахи класифікуються як змінні зорі типу UV Кита (з використанням абревіатури UV).

## Модель зоряних спалахів
Спалахи спостерігаються й на Сонці; їх активно вивчають у всьому спектрі. Хоча Сонце в середньому демонструє меншу мінливість і слабші спалахи порівняно з іншими зорями, схожими на Сонце за спектральним класом, періодом обертання і віком, вважається, що спалахи Сонця та інших зір відбуваються через ті самі причини і за тим же або дуже схожим сценарієм. Тому основою для розуміння спалахів інших зір стала модель сонячних спалахів.
Загальна ідея полягає в тому, що спалахи генеруються внаслідок перез'єднання ліній магнітного поля в короні. Існує кілька фаз спалаху:
- передспалахова фаза;
- імпульсна фаза;
- фаза спалаху;
- фаза згасання.

Ці фази різні за тривалістю й обсягами викидів в усьому спектрі. Під час фази передспалаху, яка зазвичай триває кілька хвилин, плазма корони повільно нагрівається до температур у десятки мільйонів кельвінів. Ця фаза здебільшого видима в м'якому рентгенівському та далекому ультрафіолетовому діапазонах. Упродовж імпульсної фази, яка триває від трьох до десяти хвилин, велика кількість електронів, а іноді й іонів, прискорюється до надзвичайно високих енергій від кіло- до мегаелектронвольт. Випромінювання можна розглядати як гіросинхротронне випромінювання в радіодіапазоні і гальмівне випромінювання в діапазоні жорсткого рентгенівського випромінювання. На цій фазі вивільняється найбільше енергії. Наступна фаза — власне спалах — визначається швидким збільшенням викидів у лінії Hα. Потоки вільних частинок рухаються вздовж магнітних ліній, передаючи енергію від корони до нижньої хромосфери. Речовина в хромосфері нагрівається і розширюється до корони. Випромінювання у фазі спалаху відбувається переважно за рахунок теплового випромінювання від нагрітої зоряної атмосфери. Коли речовина досягає корони, інтенсивне виділення енергії сповільнюється, і починається етап охолодження. Під час фази спадання, яка триває від однієї до кількох годин, корона повертається до свого початкового стану.
Ця модель пояснює, як генерує спалахи ізольована зоря, але цей спосіб не єдиний. Генерувати спалахи здатна також взаємодія між зорею та її супутником або іноді навколишнім середовищем. У подвійних системах, як-от у змінних зорях типу RS Гончих Псів (RS CVn), спалахи можуть виникати через взаємодію між магнітними полями двох тіл у системі. Для зір, оточених акреційним диском, які здебільшого є протозорями або зорями, які ще не вийшли на головну послідовність, взаємодія магнітного поля між ними та диском також може спричиняти спалахи.

## Близькі спалахуючі зорі

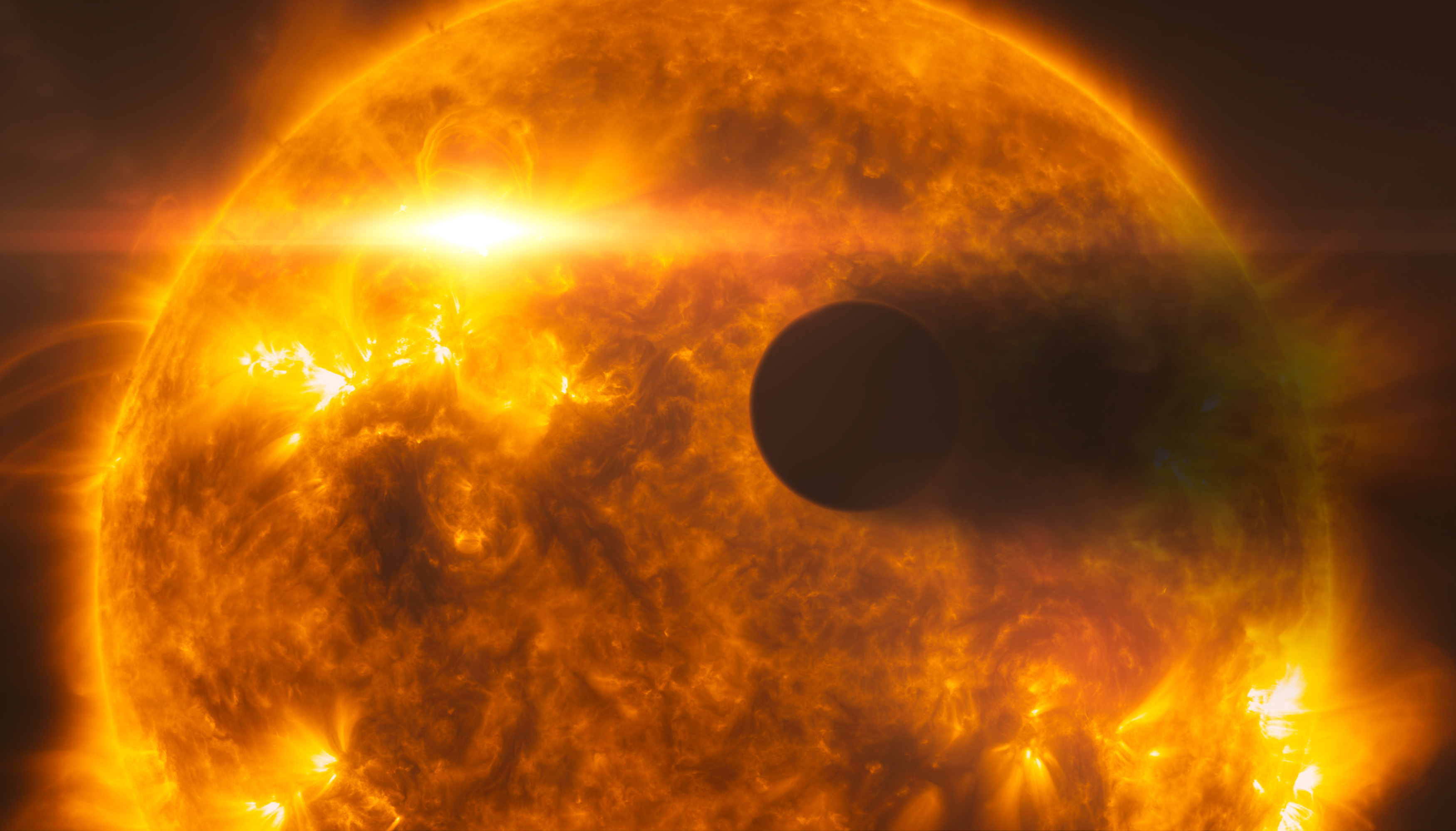
Спалахуюча зоря та планета, яка обертається навколо неї (художнє зображення).

За своєю природою спалахуючі зорі є слабкими, але їх вдається виявляти на відстані до 1000 світлових років від Землі.
23 квітня 2014 року супутник космічна обсерваторія НАСА Swift зафіксувала серію найпотужніших, найгарячіших і найтриваліших зоряних спалахів, які відбулися на червоному карлику DG Гончих Псів, розташованому на відстані лише 60 св. р. від Землі. Початковий вибух цієї рекордної серії був у 10 000 разів потужнішим за найбільший із коли-небудь зафіксованих сонячних спалахів.

### Проксима Центавра

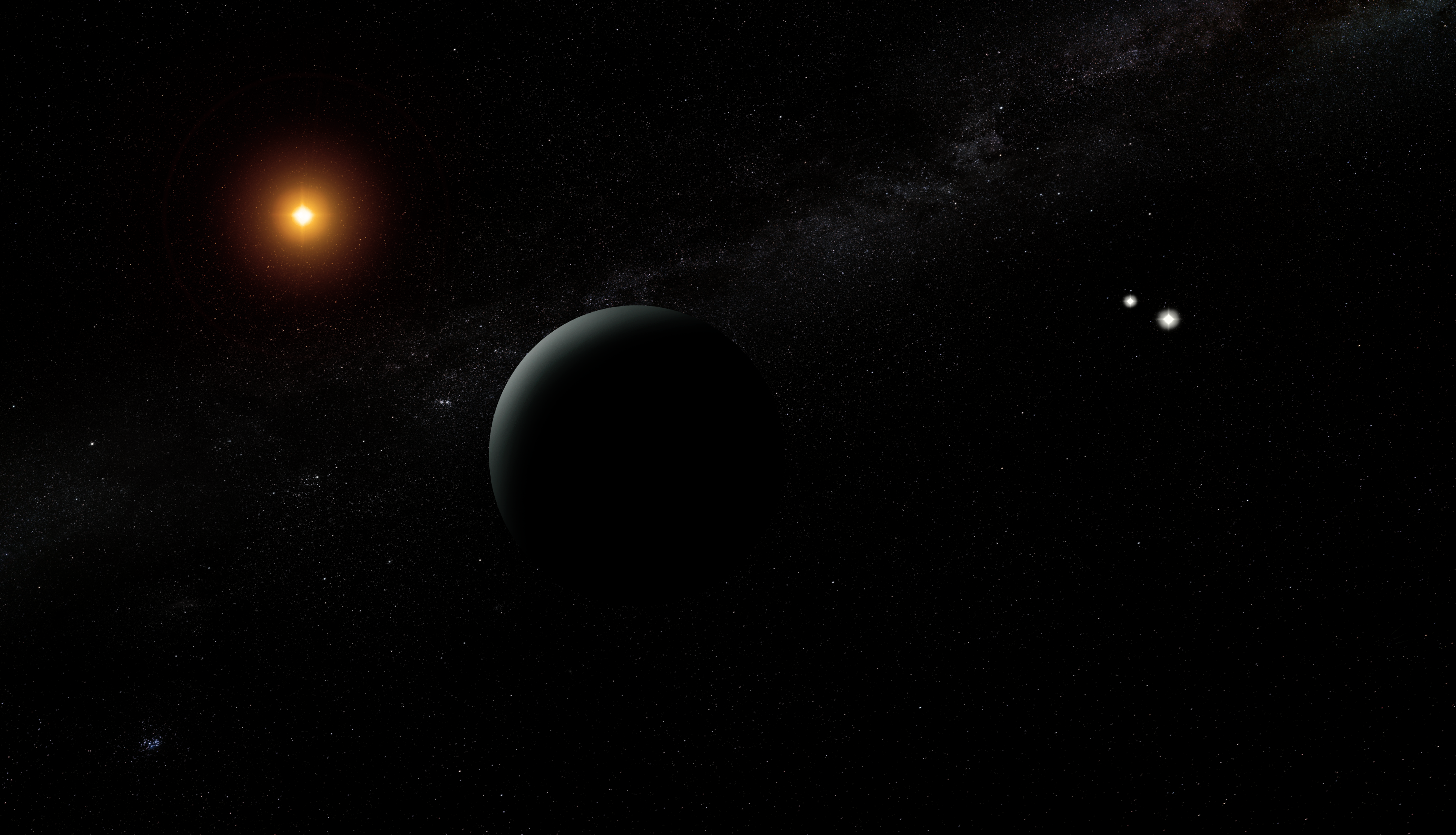
Проксима Центавра з планетою c на передньому плані та подвійною зорею Альфою Центавра на задньому плані (художнє зображення).

Найближчий зоряний сусід Сонця, Проксима Центавра, — це спалахуюча зоря, яка через свою магнітну активність періодично яскравішає. Магнітне поле зорі створюється конвекцією в усьому тілі зорі, і внаслідок спалахової активності генерується сумарне рентгенівське випромінювання, подібне до того, яке генерує Сонце.

### Зоря Барнарда

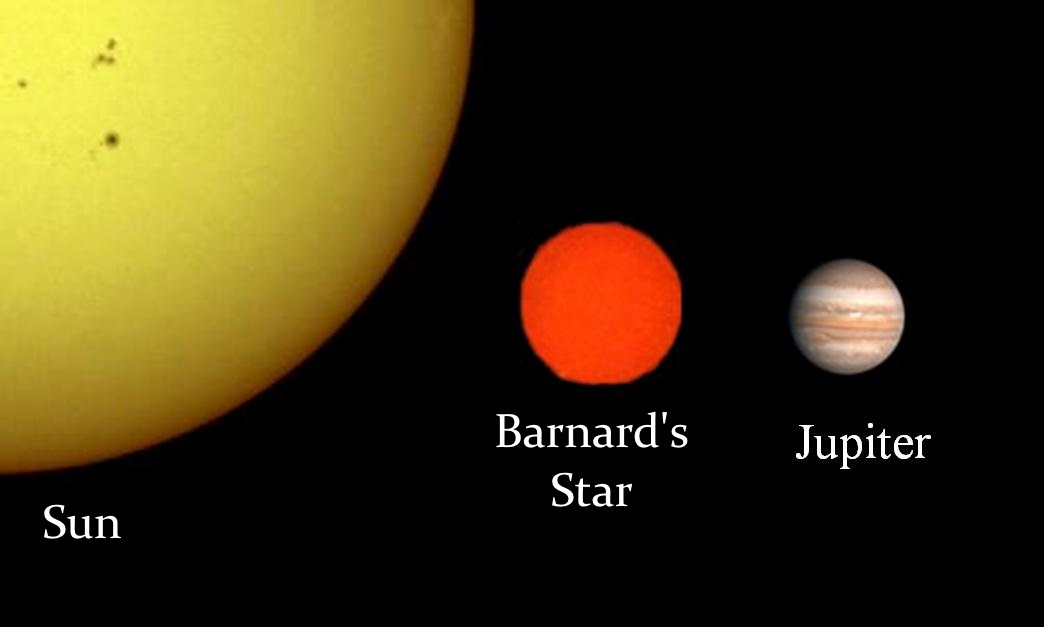
Порівняння розмірів Юпітера, зорі Барнарда та Сонця.

Зоря Барнарда — четверта за відстанню від Сонця зоря. Її вік становить 7—12 мільярдів років — тобто вона значно старша за Сонце. Тривалий час вважалося, що вона перебуває в стані спокою з погляду зоряної активності. Однак у 1998 році астрономи спостерігали інтенсивний зоряний спалах, який продемонстрував, що зоря Барнарда є спалахуючою зорею.

### Вольф 359
Ще один близький сусід Сонця — спалахуюча зоря Вольф 359 (відома також під назвами Глізе 406 і CN Льва): відстань до неї 2,39 ± 0,01 парсека. Це червоний карлик спектрального класу M6.5, який випромінює рентгенівське проміння. Це спалахуюча зоря типу UV Кита із відносно високою частотою спалахів.
Магнітне поле Вольфа 359 в середньому має напруженість близько 2,2 кГс (0,2 Тл), але вона значно змінюється на часових інтервалах від шести годин. Для порівняння: магнітне поле Сонця в середньому становить 1 Гс (100 мкТл), хоча в активних областях сонячних плям може зростати до 3 кГс (0,3 Тл).

### EV Ящірки

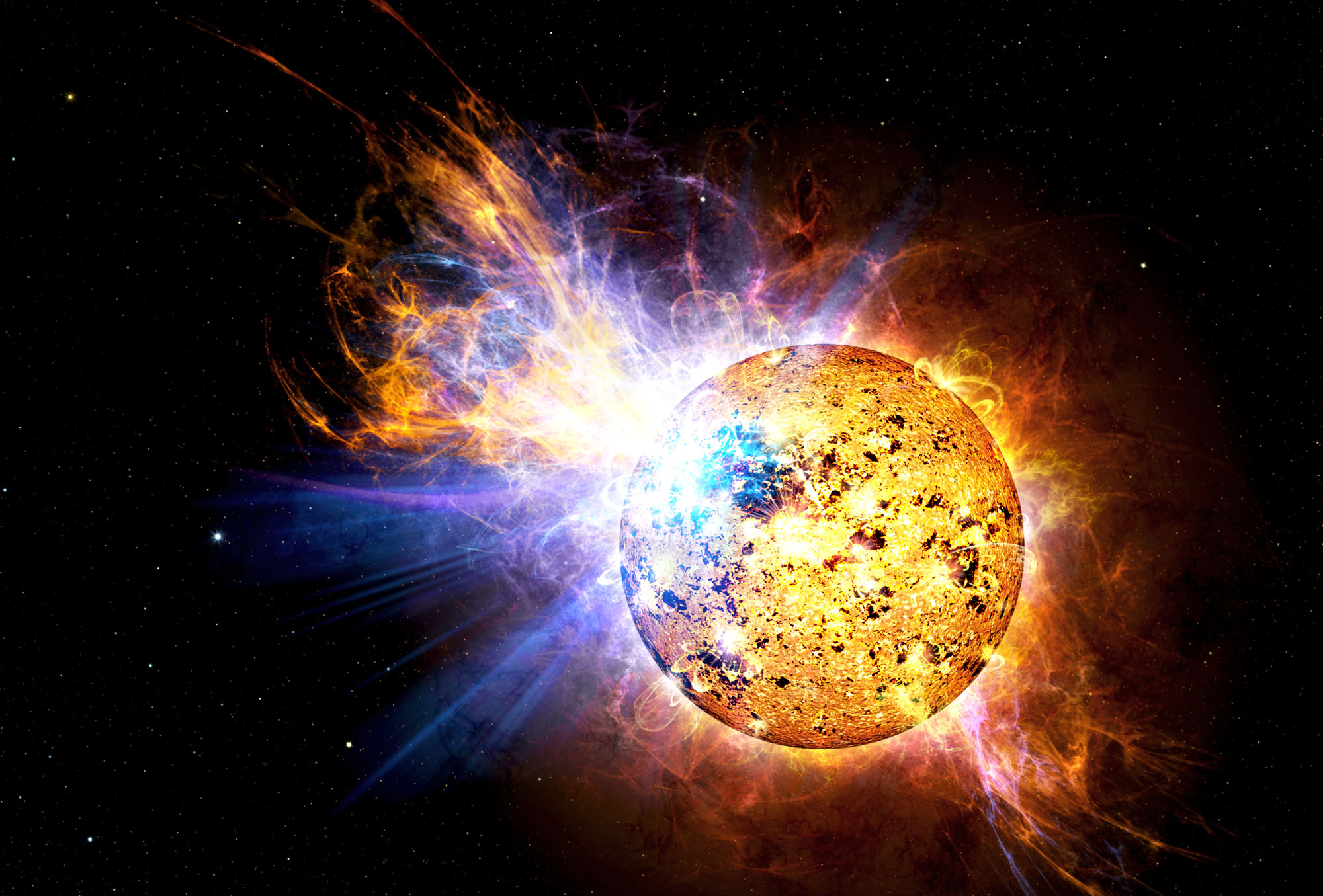
Спалах на зорі (художнє зображення).

Зоря EV Ящірки розташована на відстані 16,5 світлового року від нас і є найближчою зорею у своєму сузір'ї. Це молода зоря віком близько 300 мільйонів років, із сильним магнітним полем. У 2008 році вона пережила рекордний за потужністю спалах, — у тисячі разів потужніший за найбільший спостережуваний сонячний спалах.

### TVLM513-46546
TVLM 513-46546 — спалахуюча зоря дуже малої маси спектрального класу M9, яка перебуває на межі між червоними й коричневими карликами. Дані обсерваторії Аресібо в радіодіапазоні довжин хвиль свідчать, що зоря спалахує кожні 7054 с з точністю до однієї сотої секунди.

### 2MASS J18352154-3123385 A
Масивніший компонент подвійної зорі 2MASS J1835, зоря спектрального класу M6.5, дуже активна в рентгенівському діапазоні, що є ознакою того, що вона є спалахуючою, хоча безпосередньо її спалахи ніколи не спостерігалися.

## Рекордні за потужністю спалахи
Найпотужніший зоряний спалах, виявлений станом на грудень 2005 року, міг походити від активної подвійної зорі II Пегаса. Зі спостережень цієї зорі, здійснені орбітальною обсерваторією Swift, випливає наявність жорсткого рентгенівського випромінювання, спричинене добре відомим ефектом Нойперта, який спостерігається також у сонячних спалахах.